# Shape of Despair (album)
Pour le groupe, voir Shape of Despair.
Albums de Shape of Despair
Illusion's Play
(2004)
Shape of Despair est la première compilation du groupe de Funeral doom metal finlandais Shape of Despair. L'album est sorti en 2005 sous le label Spinefarm Records.
Cette compilation est sortie 10 ans après la formation du groupe. Il faut cependant noter le fait qu'elle n'est pas sortie en cet honneur.
Cette compilation est composée de titres inédits, ainsi que de titres provenant de leur anciennes productions.

## Musiciens
- Pasi Koskinen – Chant sur le titre 1
- Natalie Koskinen – Chant sur les titres 1/3/4
- Azhemin – Chant sur le titre 4
- Toni Maensivu – Chant sur les titres 3/5/6, Batterie sur les titres 3/5/6/7
- Jarno Salomaa – Guitare, Claviers
- Tomi Ullgren – Guitare sur les titres 1/2/3, Basse sur les titres 4/5/6/7
- Sami Uusitalo – Basse sur le titre 1
- Samu Ruotsalainen – Batterie sur les titres 1/2

## Liste des morceaux
1. Sleeping Murder – 8:35
2. Night's Dew – 4:16
3. Sylvan-Night – 10:23
4. Quiet These Paintings Are/Outro – 12:02
5. To Adorn – 8:52
6. Shadowed Dreams – 9:41
7. In the Mist – 9:52